# David Gradis (mort en 1751)
Pour les autres membres de la famille, voir Famille Gradis.
Pour les articles homonymes, voir David Gradis.
David Gradis est un négociant juif, armateur et négrier bordelais, né vers 1665 et mort en 1751.
Il est l'un des pionniers d'une des familles qui animent le négoce de la ville du XVIIIe au XXe siècle, impliqué dans le système de production et d’échanges transatlantique qui mixe négoce, plantations avec esclaves et traite négrière.

## Biographie

### Du «marchand portugais» au «bourgeois de Bordeaux»

#### Parents
Fils de Sarah Henriquez Bocarro et d'un marchand juif portugais prénommé Diego qui avait dû quitter Toulouse à cause des pressions antisémites du clergé catholique pour se fixer à Bordeaux,, David Gradis succède à son père en 1695 à la tête de la Maison Gradis installée cours des Fossés, (aujourd'hui cours Victor-Hugo) ; il y exerce une activité de négociant en toiles, qu'il conserve jusqu'en 1711. 
Par acte notarié passé le 2 mars 1695 à Bordeaux, Diego prend des dispositions vis-à-vis de ses trois fils : Antoine, Samuel et David I. Il laisse tout son avoir à son fils David qui s'engage à héberger son père, le nourrir et lui verser une pension viagère annuelle.

#### Travail et négoce
En 1696, David Gradis se lance dans le commerce de vins et d'alcools. Il fonde dans la colonie de Martinique, où il s'établit, une maison de commerce ; le siège en est à Saint-Pierre, avec une succursale à Saint-Domingue.
De retour à Bordeaux dans les années 1700, il s'associe avec son frère Samuel (v. 1665-1736) sous la raison de Compagnie David Gradis et fils, nom qu’elle conservera jusqu’au XXe siècle, l'une des premières maisons qu'il fonde, spécialisée dans le commerce des vins, des eaux-de-vie, des toiles et autres marchandises.
David Gradis est décrit comme un homme qui travaille « sans relâche, voyageant, s'instruisant, se créant partout des relations en France et à l'étranger ». Il est possible qu'en 1711, David Gradis ait voyagé en Hollande et en Angleterre, séjourné à Amsterdam, La Haye, Londres, Bristol où il aurait acheté le navire le Tigre. Quelques années plus tard, il effectue « une tournée dans l'Armagnac pour ses achats d'eaux-de-vie, à Nantes pour assister aux grandes ventes de la Compagnie des Indes », à Bayonne aussi pour un séjour de trois mois en 1715. Outre ses amis personnels de Bordeaux et Paris, ses relations et correspondants s'étendent de Bordeaux et Bayonne (Delcampo, Salzedo frères, Jacob Alexandre) à Dublin (Jean Drouilhet dont le fils était son commis), en passant par Paris (les banquiers Fromaget, Gaslebois, Claude Heuscli), Londres (Silva junior, Elias Depas, Jean et Jacob Mendès da Costa), Amsterdam (Joseph Peixotto, banquier, et Daniel Balguerie) et Hambourg (Pierre Boué).
Son épouse Marie Sara le remplace durant ses absences, tenant sa correspondance et dirigeant toutes ses affaires « avec l'intelligence d'un associé ». Le travail du couple est récompensé par la prospérité des affaires de David Gradis mais en 1715, une crise financière empêche de nombreux négociants de régler leurs paiements et la maison Gradis se résigne à perdre environ 150 000 livres de traites.
À la fin du règne de Louis XIV, le commerce prend un nouvel essor, encouragé déjà par le Conseil général du commerce (en 1700), les Chambres du commerce (en 1701) ; l'édit de janvier 1716 et les lettres patentes d'avril 1717 favorisent le trafic de la France et le monopole du négoce avec les colonies.
À partir du 28 juin 1719, David Gradis s'associe avec Samuel Alexandre (1697/1700-1768) de Bayonne, le gendre de son frère, pour former la société de négoce D. Gradis & Alexandre fils, qui prend fin en septembre 1720, lors de la banqueroute française du système de Law, laquelle fait perdre à l'homme 115 800 livres dont 32 000 à sa société. Il rembourse la part de Samuel Alexandre, qui travaillera de son côté sous le patronage de David pour le compte duquel il effectuera plusieurs voyages, et retournera s'établir à Bayonne où il réussira dans l'armement.
David Gradis poursuit seul ses affaires, lance dix voyages en droiture entre 1721 et 1723, établit un comptoir à Saint-Domingue en 1723 — malgré l'opposition des Jésuites dominant l'île — et un autre à la Martinique, l'année suivante. La société y échange, ainsi qu'à Cayenne, de l'alcool, du linge, de la farine, de la viande marinée et du vin contre sucre et indigo. David Gradis y est connu sous l'appellation de « marchand portugais ».
En 1728, les associés lancent une société d'armement maritime, que reprendront avec succès son fils Abraham (1699-1780) et ses cousins Benjamin (1699-1771) et Moïse (1714-1788). Ses activités commerciales d'alors s'étendent « à l'Angleterre, à la Hollande, au sud de la France, au Canada et aux Antilles françaises ».
À la mort de David Gradis en 1751, le capital de la firme Gradis et fils est évalué à 450 000 £.t. (qui sera multiplié par dix entre cette date et 1780 par ses enfants).

#### Navires
La société arme des navires pour le négoce dans les colonies mais également plusieurs navires négriers dont trois du vivant de David : Patriarche Abraham en 1730, L’Afriquain (sic) en 1741, par Samuel Alexandre fils et le Jupiter en 1743. Patriarche Abraham sera attaqué par un corsaire en 1723 et pris par les Anglais en juin 1744 avec 653 captifs noirs à bord.
Les expéditions de ces trois navires (et celles effectuées par la maison Gradis après la mort de David Gradis) ne représentent à peu près que 5 % de l'armement total de la firme Gradis pour les Caraïbes (soit une faible proportion, selon l'historien Eric Saugera qui ne considère pas David Gradis & fils comme spécialiste de la traite négrière), mais avec dix expéditions, elle se classe toutefois au septième rang des 191 armateurs négriers de la ville de Bordeaux,,.

### Participation au consistoire israélite de Bordeaux

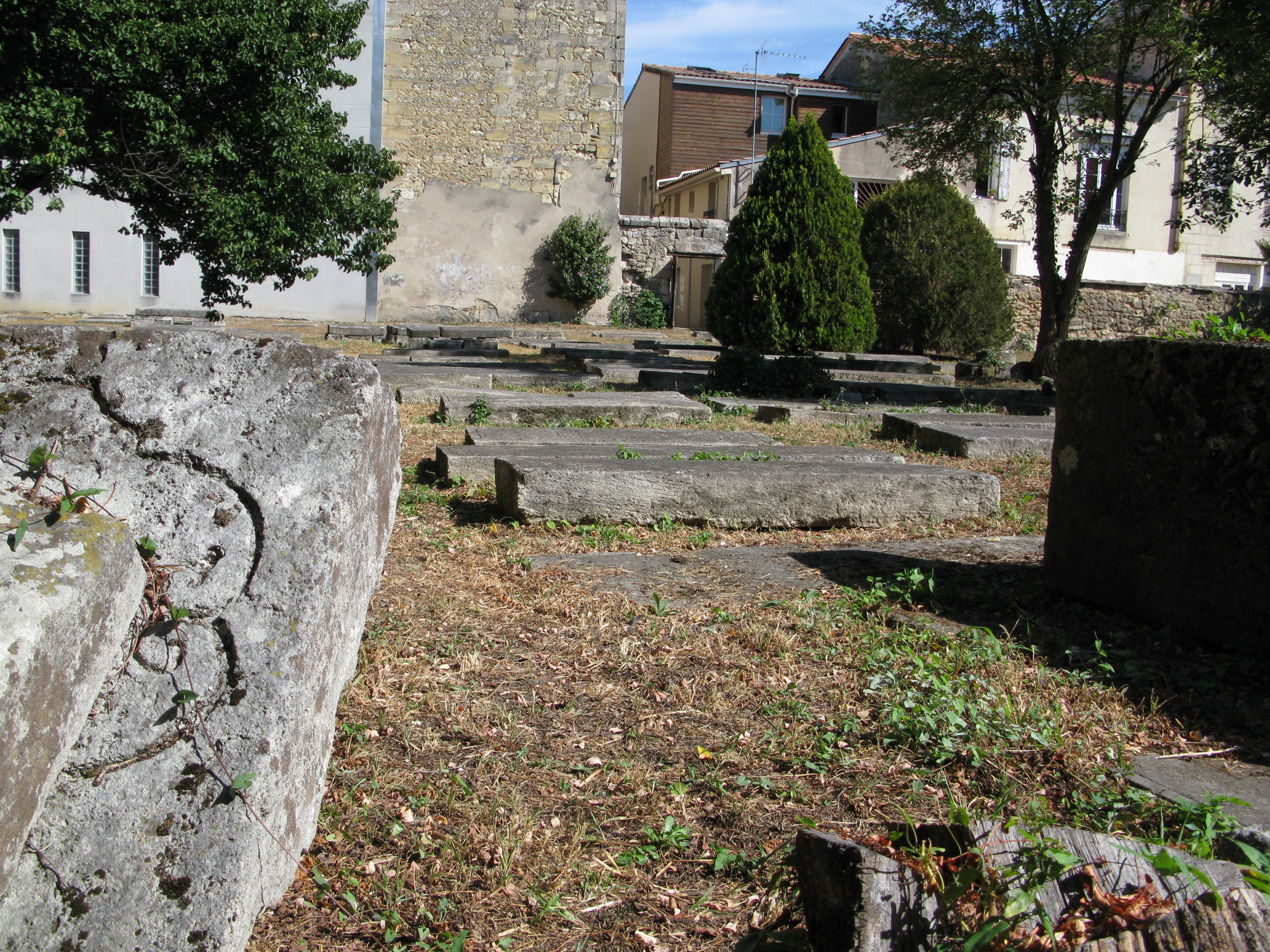
Cimetière des Juifs portugais offert par David Gradis à la nation juive, 105 cours de la Marne. La plus ancienne tombe lisible est celle d’Ishac Pérès (1725) et la plus récente, celle de David Lameyra (1788).

David Gradis s'implique fortement dans la vie de la communauté israélite de Bordeaux  : en 1724, il acquiert pour 6 300 livres un jardin avec maison, qui était au Moyen Age un fief de Sainte-Croix, qu'avec la permission des jurats de la ville, il affecte au premier cimetière juif de Bordeaux après la fin de son acquittement total, soit quatre ans plus tard, le 18 novembre 1728 (situé cours saint-Jean et cours de la Marne),, à une époque où les Juifs sont encore tenus de procéder à l'enterrement de leurs morts « après soleil couché ». L'acte notarié indique que « David Gradis ne fait la dite vente que pour faire plaisir à la dite communauté de la dite Nation portugaise ».
La même année, il est « syndic de la nation juive portugaise » (la naçao) - position et rôle bien plus importants que celui de rabbin, à l'époque - comme l'ont été ou le seront des membres des familles Peixotto, Brandon, Furtado ou Pereire,.
Louis XV accorde aux Juifs portugais d'Auch et de Bordeaux de nouvelles lettres patentes en 1723 (où est aussi reconnu le marranisme des « Nouveaux chrétiens » donc l'existence de Juifs dans le royaume), moyennant une nouvelle taxe de 110 000 livres tournois. Peu de temps après, il y a sept synagogues officielles à Bordeaux dont celle de la famille Gradis. En 1731, David Gradis est déclaré citoyen,.
Il est rapporté qu'en 1744, David Gradis & fils sont les cotisants les plus imposés (à hauteur de 280 livres - le moins imposé de la communauté l'étant de 3 livres) par le syndic de la Nation pour sa caisse de « Sédaca » qui se chargeait alors d'acquitter des différents impôts auxquels les Juifs étaient assujettis auprès de la ville en tant que faisant partie des « Corps et communautés de la ville » : « capitation », « imposition de la milice », « vingtième d'industrie », outre les participations où l'« on obligeait les « Portugais »... à prendre leur part d'une œuvre de charité ou d'utilité publique » comme l'installation d'une fontaine, l'aide aux enfants trouvés, etc., d'autres où ils le faisaient spontanément comme le rachat de captifs au Maroc, et d'autres taxes encore pour dispenses les jours de fête juive.

### Vie familiale
David Gradis se marie avec Marie Sara Mendes-Moreno et le couple a cinq filles (toutes seront mariées) et trois fils : Sara (née en 1739), Hana, Rachel, Esther (mariée en 1733) et Rebecca, Samuel (mort en 1732), David et Abraham (v. 1699-1780) qui s'investit dès l'adolescence et poursuivra avec succès l'activité de l'entreprise paternelle, en association avec ses cousins. Le fils Samuel, représentant de la famille à Saint-Pierre en Martinique, y meurt jeune homme et célibataire en 1732, et est enterré dans le jardin des Frères de Pitié,.
David Gradis rédige son testament en 1746 et meurt cinq ans plus tard.

## Hommages et critiques

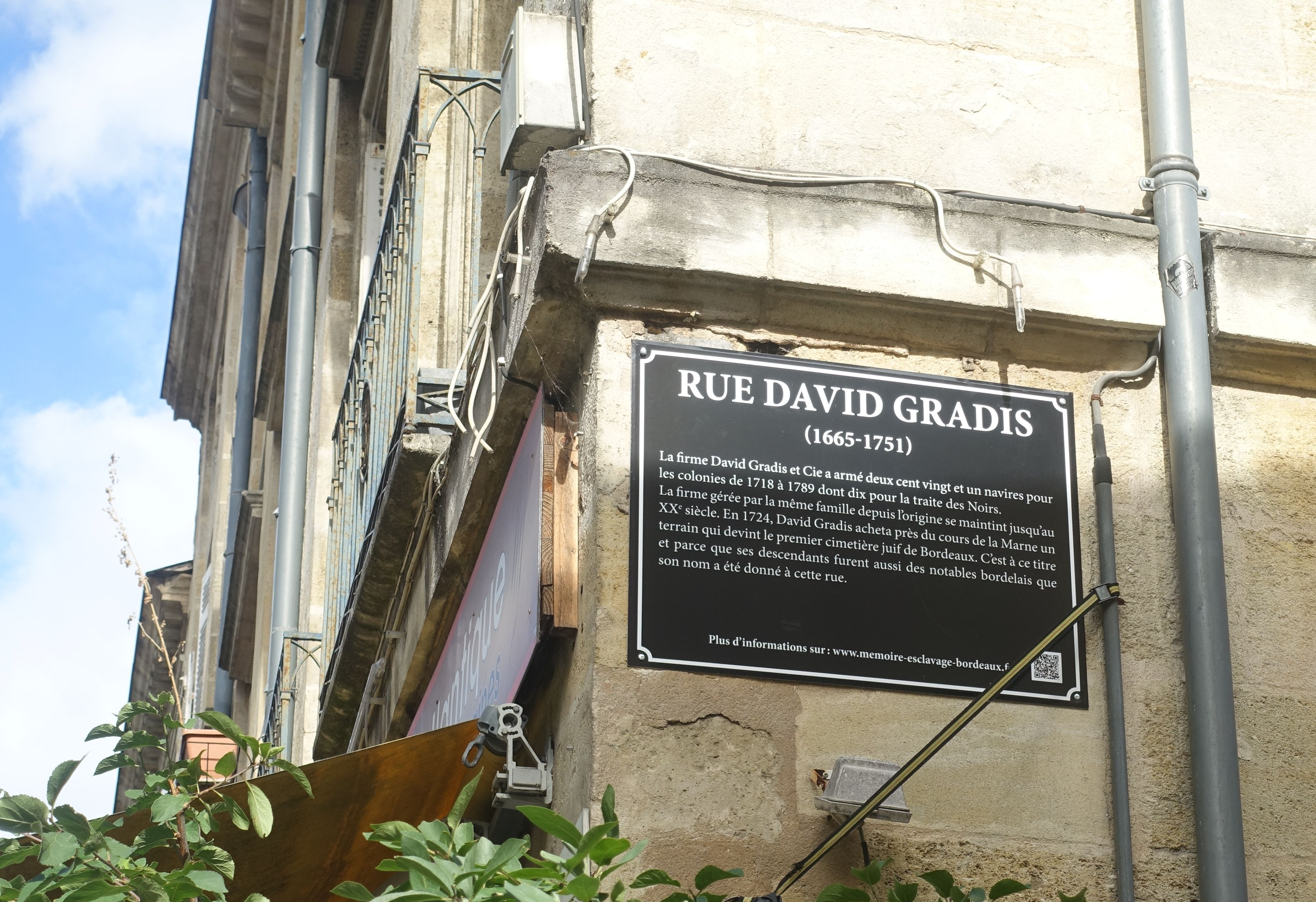
Plaque explicative rappelant la participation de la Maison Gradis à la traite négrière.

En 1866, la ville de Bordeaux renomme la rue Guyart, rue David-Gradis, sans qu'il soit clair si le nom est à l'honneur de ce David, ou de son successeur David Gradis (1742-1811),. En raison de leur implication dans la traite négrière, cet hommage est controversé.

En 2019, la ville de Bordeaux installe une plaque explicative dans la rue Gradis pour rappeler la participation de la maison d'armement dans la traite négrière.